# Remington Модель 673
Модель 673 була гвинтівкою з ковзним затвором, яку представила компанія Remington Arms у 2003 і зняла з виробництва у 2004. Це була покращена версія гвинтівок Remington Модель 600 та Модель 660. Компанія назвала цю зброю «найкращою гвинтівкою для навідників», з різними особливостями такими як, ламіноване ложе, вентильована планка та механічні приціли. УСМ зроблено на базі Моделі Сім з запатентованим коротким затвором Remington.